# Chelarctus crosnieri
Chelarctus crosnieri е вид десетоного от семейство Scyllaridae.

## Разпространение и местообитание
Видът е разпространен в Тонга.
Среща се на дълбочина около 326 m, при температура на водата около 17,1 °C и соленост 35,5 ‰.